# Omberto Aldobrandeschi
Guiglielmo Aldobrandesco fu mio padre;

Non so se 'l nome suo già mai fu vosco.»
(Dante, Purgatorio, Canto XI, vv. 58-60)

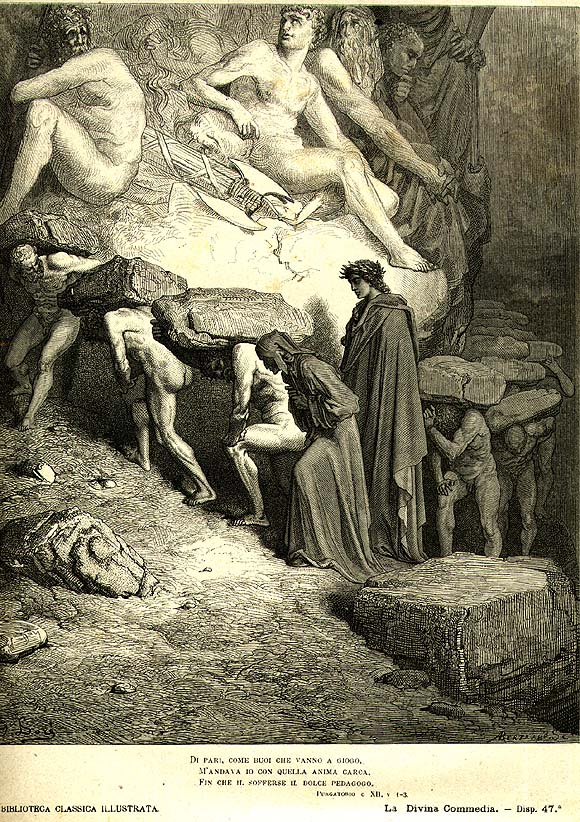
I superbi nel Purgatorio dantesco in un'illustrazione di Gustave Doré, incluso tra essi Omberto

Omberto Aldobrandeschi (... – Campagnatico, 1259) è stato secondo figlio di messer Guglielmo dell'antica e nobile casata degli Aldobrandeschi, conti di Soana e Pitigliano, un ampio territorio corrispondente all'odierna provincia di Grosseto.

## Biografia
Di famiglia guelfa (mentre l'altro ramo della famiglia, i conti di Santafiora, era di parte ghibellina) continuò la politica del padre di opposizione alla ghibellina Siena, anche con l'aiuto dei fiorentini.
Omberto ebbe la signoria di Campagnatico, nella valle dell'Ombrone grossetano, dal quale sortiva per depredare i viandanti e per recar danno ai Senesi. 
Morì nel 1259 combattendo valorosamente contro gli eterni nemici, che avevano organizzato una spedizione per ucciderlo.
Secondo la testimonianza del cronista trecentesco senese Angelo Dei, Omberto fu soffocato nel letto da sicari di Siena, travestiti da frati.

## Divina Commedia
Omberto Aldobrandeschi compare nella Divina Commedia di Dante Alighieri nel Purgatorio. Il poeta vede in Omberto il peccato di superbia: la superbia originata dall'orgoglio di appartenere ad un antico casato e perciò disprezzare gli altri, dimenticando la comune origine di tutti gli uomini.
d'i miei maggior mi fer sì arrogante,

che, non pensando a la comune madre,

ogn'uomo ebbi in despetto ...»
(Dante, Purgatorio, XI, 61-64)